# New Lexington (Ohio)
New Lexington település az Amerikai Egyesült Államok Ohio államában, Perry megyében, melynek megyeszékhelye is. Lakosainak száma 4435 fő (2020. április 1.).

## Népesség
A település népességének változása:

| 2010 | 4 731 |
| 2020 | 4 435 |